# Sant Antoni de Susterris
Sant Antoni de Susterris era l'església romànica de la Comanda de Susterris, de l'orde de Sant Joan de l'Hospital, situada en terme de Talarn, a la comarca del Pallars Jussà.
L'església original era dedicada a Santa Maria, en passar a mans de la Comanda de Susterris es dedicà a sant Joan, i a mitjan segle xix fou advocada a sant Antoni. Per això surt amb diferents patronatges, al llarg dels anys.
Fou negada en omplir-se les aigües de l'embassament de Sant Antoni, pantà que prengué el nom de l'església que engolí.
Se'n conserven algunes fotografies de principis del segle xx, i gràcies a elles se sap que era d'una sola nau, amb absis semicircular a llevant, amb porta a la façana de ponent, on també hi havia una finestra de dobles esqueixada, centrada damunt la porta, i un cloquer d'espadanya de dos ulls coronant aquesta façana. L'absis, senzill tenia una finestra de doble esqueixada centrada i un petit fris al ràfec fet amb les mateixes pedres de la construcció. Es tractava d'una obra del segle xii, molt probablement.